# Sam Donahue

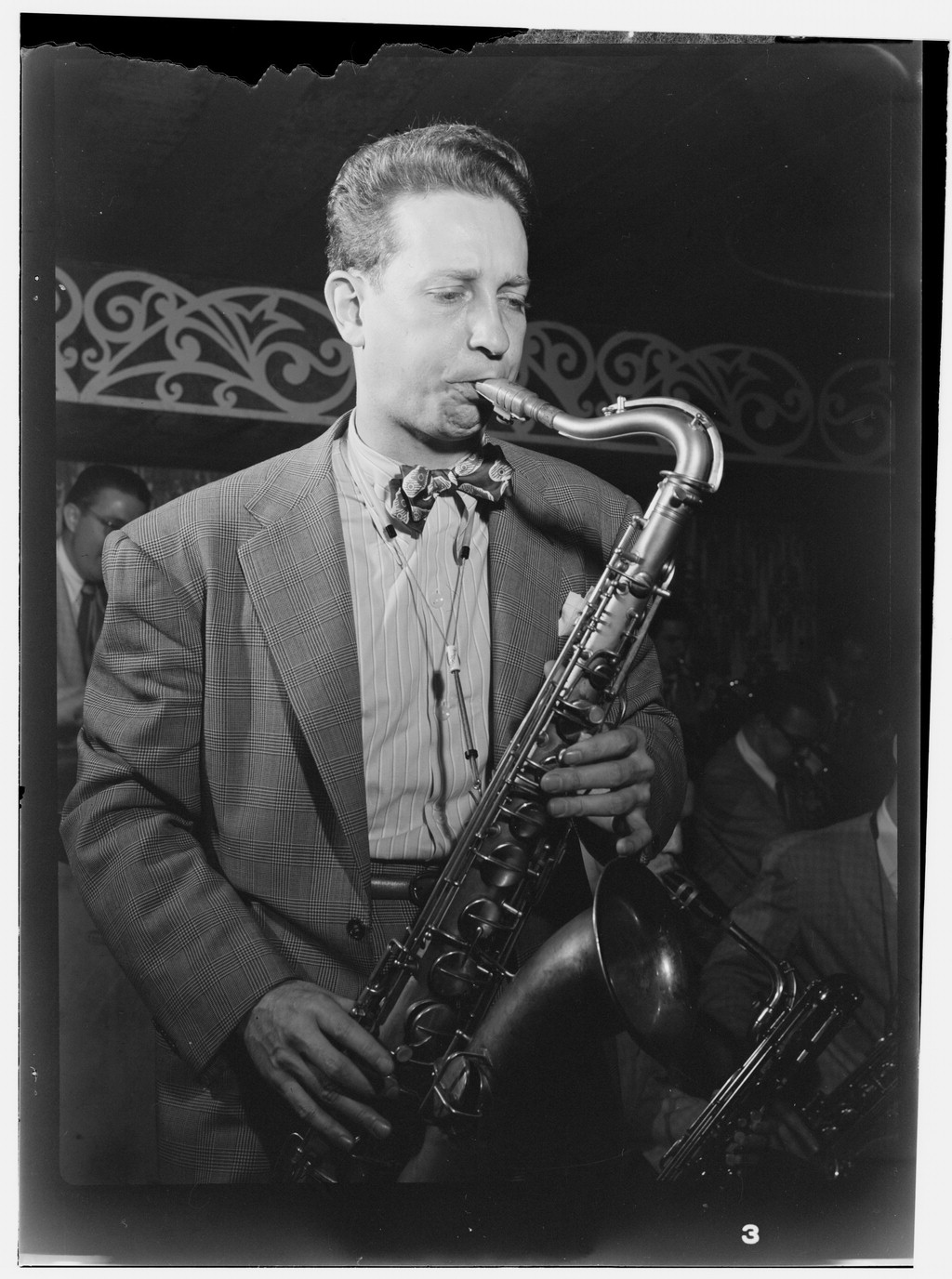
Sam Donahue, Auftritt im New Yorker Jazzclub Aquarium, ca. Dezember 1946.
Fotografie von William P. Gottlieb.

Sam Koontz Donahue (* 18. März 1918 in Detroit, Michigan; † 22. März 1974 in Reno, Nevada) war ein US-amerikanischer Jazzmusiker, der als Saxophonist, Trompeter, Arrangeur und vor allem Bandleader des Swing hervortrat.

## Leben und Wirken
Sam Donahue hatte in Detroit seit 1933 eine erste eigene Band mit jungen Musikern, die später von Sonny Burke übernommen wurde; er spielte dann 1938/40 bei Gene Krupa and His Orchestra und arbeitete dann bei Harry James und Benny Goodman. Mit einer eigenen Band trat er an der Ostküste u. a. im Glen Island Casino und Frank Dailey’s Meadowbrook auf. 1942 diente er in der US-Marine; dort spielte er in der zunächst von Artie Shaw geleiteten  US Navy Dance Band, mit der er während der Kriegsjahre durch Europa tourte und große Erfolge feierte. Donahue leitete die Band bis 1946 und reformierte dann seine eigene Vorkriegsband, mit der er im Paramount Theatre gastierte; zu seinen Solisten gehörte u. a. Doc Severinsen. In den 1950er Jahren arbeitete er mit Gene Krupa, Woody Herman, Tommy Dorsey und Billy May. Von 1961 bis 1966, nach einem kurzen Gastspiel in der Stan Kenton Band, leitete er die Tommy Dorsey Memorial Band, die mit Frank Sinatra jr. und Charlie Shavers auftrat. Danach arbeitete er als Bandleader in den Playboy-Clubs und spielte weiterhin im Swing-Stil.

## Veröffentlichungen (Auswahl)
- Tenor Saxophone Styles. Criterion, New York.